# Tomás Portillo
Tomás Portillo (¿? - Tuy, julio o agosto de 1693; fl. 1644-1693) fue un compositor y maestro de capilla español.

## Vida
Es poco lo que se conoce sobre la vida de Tomás Portillo. Las primeras noticias son de que era responsable del impuesto de las gallinas en la Catedral de Tuy. El «colector de gallinas» no era un trabajo típico del maestro de capilla, pero en la catedral tudense parece que fue una obligación de varios maestros. Poco después se encuentra ya información sobre el magisterio de Portillo, «se tratará de la ración del Maestro de
Capilla Portillo».
Las actas capitulares dan información abundante sobre la personalidad de Portillo, dando a entender que era una persona problemática. Con el tiempo fue objeto de numerosas multas, castigos, rescisiones de labores y sueldos e incluso sustituciones. Por ejemplo, en 1637 fue sancionado:

Falta a su Magisterio y vive deshonestamente. Se le castiga seis meses de silla baja con los capellanes, sin hábito ni capa y se le retiran 50 ducados para pagar a persona capaz.
Actas capitulares de la Catedral de Tuy, Vol. V, Fol. 97v., 30.10.1637. [Doc. 29]

Hasta el punto que el cabildo decidió definir las obligaciones del magisterio y despedir a Portillo y nombrar otro maestro:

Enseñanza de los mozos de coro, la lición en los días y horas acostumbradas y en general consignado para ello en el claustro de dicha Iglesia. La asistencia y presidencia en el coro para la ordenanza de las voces en canto de órgano y otros ministerios necesarios al culto divino y su debido honor y según y como lo han hecho los maestros que lo han sido en dicha Iglesia y para ello le está adjuntada y consignada una ración entera y más cincuenta ducados de ayuda de la fábrica para que mejor cumplan con su obligación y carga de sus magisterios y ahora al de presente tiene, goza y posee dicha ración y ayuda de costa el licenciado Agustín Sarins como tal Maestro de Capilla que lo es en dicha Iglesia va para dos años.
Actas capitulares de la Catedral de Tuy, Vol. V, Fol. 97v., 30.10.1637. [Doc. 29]

En 1644 el maestro Luis de Garay abandonó el magisterio de la Catedral de Guadix para dirigirse a Toledo. El cabildo accitano organizó unas oposiciones a las que acudieron seis candidatos: Blas Gómez, Mateo Sánchez de Fonseca, Tomás Portillo, Jacinto de Mesa, Francisco de Losada y Gregorio Pérez. Finalmente consiguió el cargo Jacinto de Mesa, que ocuparía el magisterio los siguientes cinco años. Su sucesor en Guadix sería Francisco de Losada, que también había participado en las oposiciones de 1644.
Parece que el nuevo maestro de capilla de Tuy, Agustín Sarins, tampoco era del gusto del cabildo, por lo que fue despedido y a partir de 1645 se comenzó a buscar a un nuevo maestro. Ese mismo año se acercó a Tuy el maestro Peralta, pero fue rechazado por no tener la primera tonsura, que el obispado de Pamplona no le había admitido. Sin éxito tras requerir al maestro de Orense, finalmente se escribe al maestro de capilla de la Catedral de Santiago de Compostela para que «remita al Maestro Portillo para que dirija estas fiestas de Navidad y que siendo a propósito se le recibirá». Así se supone que Portillo se encontraba en ese momento en Santiago de Compostela. A pesar de ello, el cabildo continuó buscando maestros de capilla escribiendo a la Catedral de Palencia, a García del Valle, vecino de Calahorra, al maestro Diego García y al maestro de Mondoñedo.
Especialmente grave debió ser el escándalo de 1653:

Se hace responsable al Maestro de Capilla Portillo de un gran escándalo que hubo en el coro durante vísperas; se le reprende fraternalmente y se le castiga a un mes de silla baja y multa de seis días de descuento.
Actas capitulares de la Catedral de Tuy, Vol. I, Fol. 135, 252. 1653. [Doc. 3]

En 1663 aparece Portillo de nuevo en las actas capitulares y en 1663 y 1664 se amonesta a Portillo de nuevo por sus faltas en la enseñanza de los infantes del coro, mencionándose que el maestro «no era el más indicado para dar clases por sus achaques». El problema se mantuvo en 1665 y 1668. En 1672 se le vuelve a amonestar por no enseñar a los niños.
Las últimas noticias que se tienen de Portillo son de noviembre de 1693, cuando se da noticia del fallecimiento del maestro, por lo que falleció antes de esa fecha. El libro de difuntos de 1677 a 1718 desapareció antes de 1978, por lo que no se ha podido encontrar la fecha de fallecimiento.

## Obra
Solo se conservan dos composiciones de Portillo en el archivo de la Catedral de Tuy, un Adiuva nos a cuatro voces y un Ad te levavi a cuatro voces.